# Qusar Rayonu
Qusar Rayonu är ett distrikt i Azerbajdzjan. Det ligger i den nordöstra delen av landet, 180 km nordväst om huvudstaden Baku. Antalet invånare är 84 645. Arean är 1 542 kvadratkilometer.
Terrängen i Qusar Rayonu är bergig åt sydväst, men åt nordost är den kuperad.
Följande samhällen finns i Qusar Rayonu:
- Qusar
- Hil
- Imamkulukend
- Urva
- Gedazeykhur
- Anykh
- Quxuroba
- Piral
- Yasab
- Samur
- Ash-Leger
- Düztahir
- Bala Qusar
- Avaran
- Qalacıq
- Şırvanovka
- Girik
- Cibir
- Kuzun
- Xurəl
- Kuzunqışlaq
- Bedishkala
- Gündüzqala
- Gasankala
- Evedzhyuk
- Yuxarı Zeyxur
- Adzhakhur
- Anykhoba Pervaya
- Bedirkala
- Zindanmuruq
- Xuray
- Suvacal
- Kazmalar
- Ledzhet
- Qaratoba
- Uzdenoba
- Ukur
- Sudur
- Böyük Muruq
- Ashaga-Leger
- Gican
- Gilahoba
- Yasaboba
- Yuxarı Tahircal
- Hiloba
- Kayakend
- Avaranqışlaq
- Zindanmuruqqışlaq
- Kufoba
- Zuxul
- Caqar
- Xuluq
- Nadzhafkend
- Qullar

Omgivningarna runt Qusar Rayonu är en mosaik av jordbruksmark och naturlig växtlighet. Runt Qusar Rayonu är det ganska glesbefolkat, med 48 invånare per kvadratkilometer.